# Acadèmia de Logística
L'Acadèmia de Logística pertanyent a l'Exèrcit de Terra espanyol és un centre de formació especialitzat en els ensenyaments d'àmbit logístic. Està situada en l'Aquarterament “Baró de Warsage” de la ciutat de Calataiud (Saragossa).

## Història
La construcció d'aquest aquarterament es va iniciar en 1923 i concloses les seves obres, quatre anys després, va rebre el nom d'Aquarterament Infant Jaume. Amb l'arribada de la Segona República es va canviar el nom i, després de la finalització de la Guerra Civil Espanyola, va passar a denominar-se Aquarterament Baró de Warsage, nom que conserva en l'actualitat.
Des de la seva creació ha albergat diverses unitats d'artilleria i una d'enginyers. En 1974 es va establir l'Escola de Formació Professional n. 2 de l'Exèrcit i dos anys més tard va canviar la seva denominació per la de IPE n. 2, sigles de l'Institut Politècnic n. 2 de l'Exèrcit.
L'any 2001 es crea l'Acadèmia de Logística, en la qual s'integren tres Centres Docents que disposaven d'un denominador comú, els ensenyaments en el marc de la logística, com van ser l'Escola de Logística i l'Institut Politècnic n. 1, tots dos de Madrid, i l'Institut Politècnic n. 2 de Calataiud.
Les diferents transformacions de les instal·lacions per albergar amb eficàcia els nous reptes encomanats a aquesta jove Acadèmia espanyola, i el volum d'alumnes que es formen en el seu si, aproximadament 2000 entre ensenyaments de formació i perfeccionament, fan que la mateixa sigui el referent actual en el camp logístic de l'Exèrcit espanyol.